# 犀牛石 (冰島)
犀牛石坐落於冰島西北部的胡納灣中，是瓦斯半島東岸海中15米高的玄武巨岩。岩石底部有兩個孔，随着潮涨潮落，岩石露出海面的部分不断变换形状，故有“犀牛石”、“象鼻石”、“巨怪石”之称。犀牛石的冰岛语名Hvítserkur意为“白衬衫”，指的就是鸟类的白色排泄物覆盖着黝黑岩石表面的情状。